# Peter Wehr

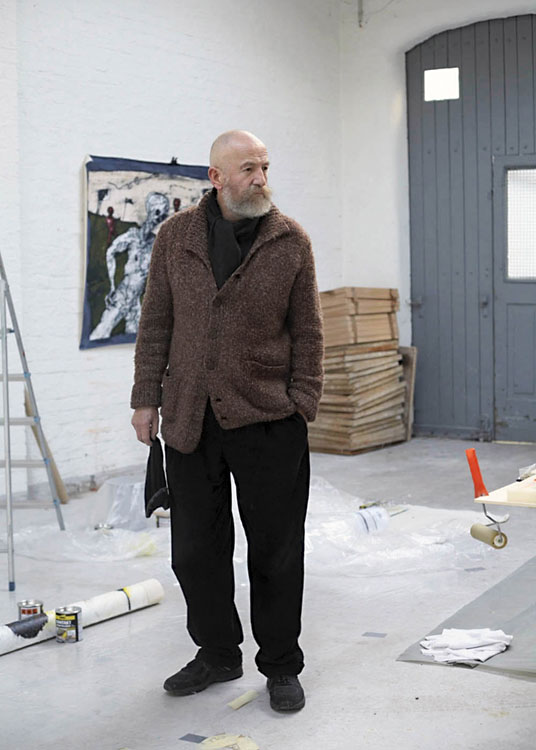
Peter Wehr in seinem Atelier

Peter Wehr (* 20. Dezember 1934 in Lübeck) ist ein deutscher Künstler und Typograph. Er lebt und arbeitet in Hamburg und auf Fuerteventura, Spanien.

## Leben
Peter Wehr ist in Lübeck aufgewachsen und absolvierte vor dem Studium der bildenden Kunst eine Lehre als Lithograph. Im Jahr 1956 begann er das Studium an der Hochschule für bildende Künste Hamburg; seine Lehrer waren Kurt Kranz, Heinz Trökes und Georg Gresko. Ab 1958 setzte er das Studium an der Akademie der Künste in Stuttgart bei Karl Rössing und Eugen Funk fort.

## Werk

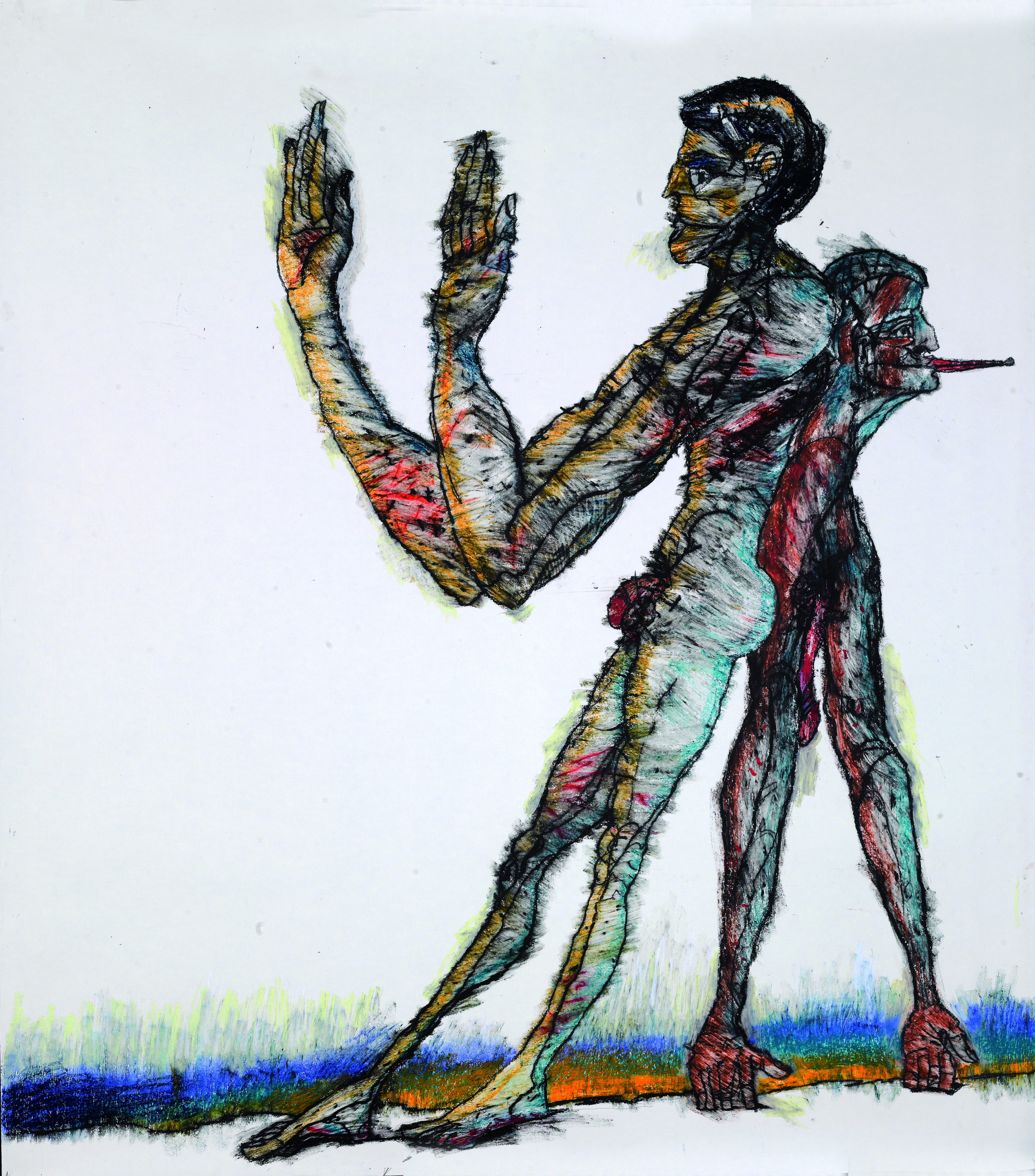
unico y differente (2009)

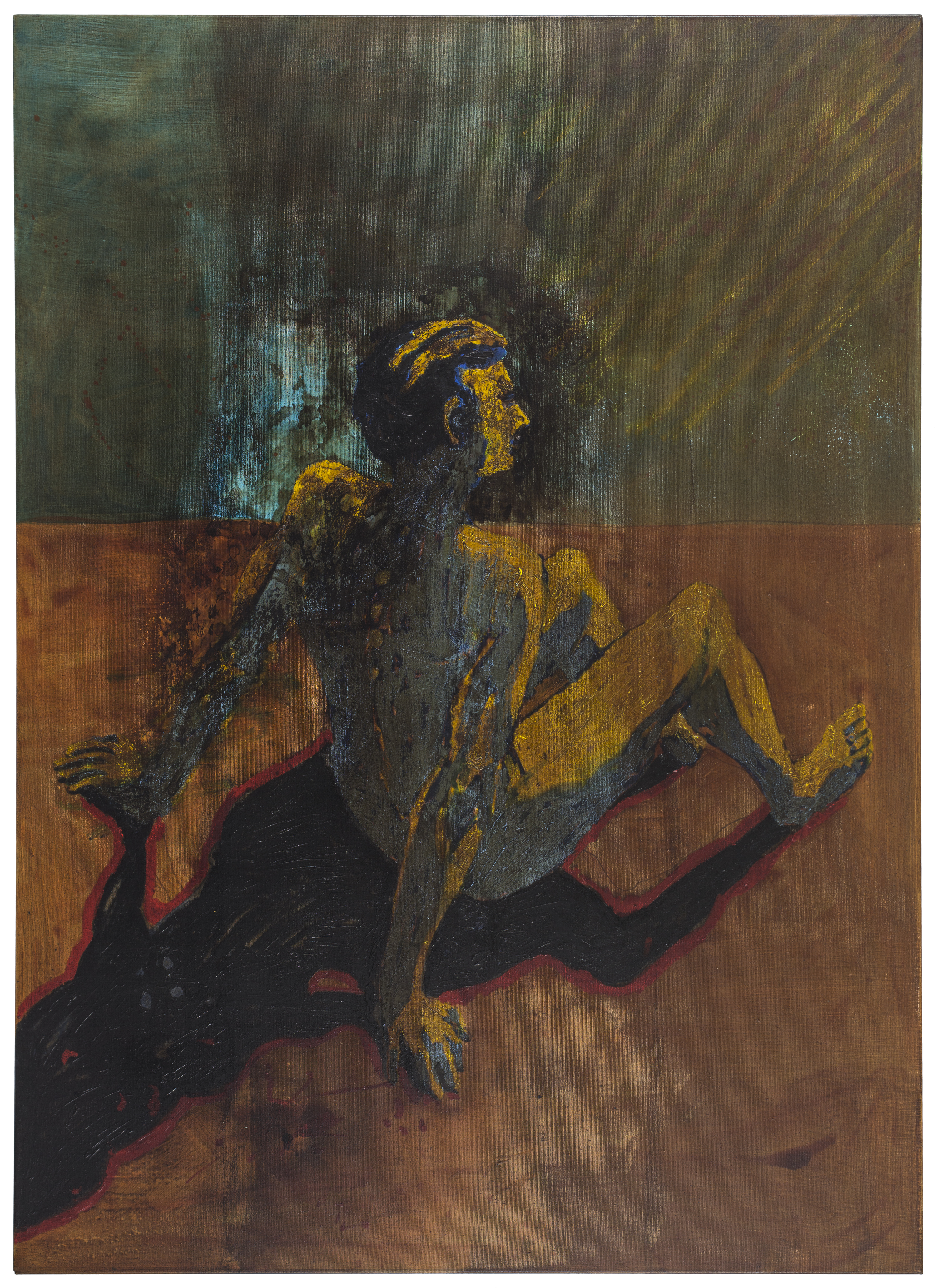
in der Falle des schwachen Lichts (2011)

Nach dem Ende des Studiums im Jahr 1962 folgte eine Phase von Auftragsarbeiten, Entwicklung von Zeichen und Plakaten, u. a. ein Corporate Design für die Stuttgarter Messegesellschaft. In 1967/1968  war der umfangreichste Auftrag in diesem Zusammenhang die Entwicklung eines mobilen Ausstellungs-Designs für „50 Jahre Bauhaus“ im Württembergischen Kunstverein Stuttgart  sowie die Gestaltung des Kataloges in Zusammenarbeit mit Herbert Bayer.
Im Jahr 1969 erfolgte die Berufung an die Fachhochschule Hamburg, Fachbereich Gestaltung (heute: Hochschule für Angewandte Wissenschaften) als Professor im Bereich „Kommunikations-Design“ und Mitarbeit in der Selbstverwaltung sowie der Studienreform. Nach der Berufung ergab sich, die nebenher entwickelten freien Arbeiten mit einer kritischen Sicht auf die Landschaftsdarstellung in Fuerteventura zu zeigen: „¿Que hablan las montañas?“ war der Titel der Ausstellung im Jahr 1992 im Torre del Tostón in El Cotillo auf Fuerteventura.
Ab dem Jahr 1974 folgten Tätigkeiten im kulturellen Bereich, u. a. beim Hamburger Kunstverein und der Hamburger Kunsthalle, hier für das Gesamterscheinungsbild mit Schriftzug, Katalogen und Plakaten. Im Jahr 1994 endete die Tätigkeit an der Hochschule. Die erste größere Ausstellung von freien Arbeiten war im Jahr 2004 in der Hamburger Kunsthalle und im Centro de Arte Ismael in Puerto del Rosario unter dem Titel „Löschpapier“. Fünf Jahre später folgte eine Zusammenstellung von Arbeiten in einer Ausstellung aus unterschiedlichen Entstehungszeiten, Techniken und Formaten unter dem Titel „Hombres“. Der Untertitel „hombres místicos, hombres míticos“ umfasst eine vielfältig verflochtene Thematik. Vier Jahre später schloss die Ausstellung „Rauschen und Dämmern“ in der Fabrik der Künste in Hamburg an. Unter dem Titel „...mir bekannte Frauen. Eine männliche Perspektive“ fand die Arbeit mit einer Reihe von Frauenbildnissen ihre Fortsetzung.
Aus den einführende Worten von Kerstin Hengevoss-Dürkop zur Eröffnung der Ausstellung: 

„Die vorgeführte Perspektive ist nicht von Klischees über weibliche Schönheit geprägt und handelt von keinen männlichen Fantasien. Sie zeigt sich schonungslos und beleuchtet doch ungewöhnlich einfühlsam Frauen, die – wie Peter Wehr zurückhaltend formuliert, ihm bekannt sind.“

## Ausstellungen
Einzelausstellungen/Gruppenausstellungen (Auswahl):
- 2024: „Melancholie des Unvermögens“, Galerie Hengevoss-Dürkop, Hamburg[9]
- 2017: „… mir bekannte Frauen“, Galerie Hengevoss-Dürkop, Hamburg
- 2014: „Rauschen und Dämmern“, Fabrik der Künste, Hamburg
- 2010: „Hombres“, Ausstellung „Casa de los Coroneles“, La Oliva, Fuerteventura
- 2008/2009/2010: „El Artist y la isla“, Gruppenausstellung im „Centro de Arte Juan Ismael“, Puerto del Rosario, Fuerteventura
- 2005: „Agua“, Gruppenausstellung Fuerteventura / Lissabon
- 2005/2006: „Löschpapier“, Hamburger Kunsthalle[10] und Centro de Arte Juan Ismael
- 2004: „brujería“, Sala de Exposiciones Gomer, Puerto del Rosario, Fuerteventura
- 2003: „¿Qué hablan las montañas?“, Torre de EL Tostón, La Oliva, Fuerteventura
- 2001: „calderas, montañas y nubes“, Sala de Exposiciones Gomer, Puerto del Rosario, Fuerteventura